# Султан Ахмад-шах
Султан Ахмад-шах (азерб. Əhməd Şah Qacar; перс. احمد شاه قاجار‎; 21 января 1898 — 21 февраля 1930) — последний шах Ирана из династии Каджаров.

## Биография
Султан Ахмад-шах Каджар родился 21 января 1898 года в городе Тебриз. Являлся сыном Мохаммад Али-шаха. Хорошо владел персидским и азербайджанским языками, однако плохо знал арабский. Также понимал русский, но не мог на нём говорить. Его учителем был уроженец Тебриза Мирза Зейналабдин хан Лукман уль Мамалик.
Вступил на престол в 1909 году в возрасте 11 лет, после того как был свергнут его отец. Однако, официально был коронован 21 июля 1914 года, достигнув совершеннолетия. 
В правлении он столкнулся с внутренними беспорядками и иностранными вторжениями, особенно со стороны Британской и Российской империй. Русские и британские войска сражались против войск Османской империи в Персии во время Первой мировой войны. Его старший брат Хусейнали Мирза был старшим сыном Мохаммад Али-шаха, но не от каджарской принцессы, и по этой причине не имел права взойти на каджарский трон. 
Ахмад-шах не обладал реальной властью. От его имени правили регенты и вожди бахтиярских племён, занимавшие важные должности. В 1923 Ахмад-шах был отправлен в изгнание в Европу. Формально лишён трона 31 октября 1925 года. Жил в изгнании во Франции, где и скончался 21 февраля 1930 года в Париже в возрасте 32 лет.

## Награды
Персия:
- Орден Зульфикара
- Орден «Нишани-Агдас»
- Орден Льва и Солнца

Иностранные:
- Орден святого Андрея Первозванного (Российская империя)
- Орден святого Александра Невского (Российская империя)
- Орден Белого орла (Российская империя)
- Орден святого Станислава 1 степени (Российская империя)
- Орден святой Анны 1 степени (Российская империя)
- Большой крест ордена Леопольда I (Бельгия, 1914)
- Большой крест ордена Карлоса III (Испания, 1914)
- Большой крест ордена Почётного легиона (Франция, 1914)
- Орден Дома Османов (Османская империя, 1914)
- Цепь ордена Мухаммеда Али (Египет, 1919)

## Семья
Ахмад-шах Каджар был женат пять раз. Его первой женой была Лидия Джаханбани. 
У него было четверо детей, каждый от разных жён.
- Принцесса Марьямдохт (1915 — 10 ноября 2005), дочь Деларам Ханум.
- Принцесса Ирандохт (1916—1984), дочь принцессы Бадр аль-Молук Валы[3].
- Принцесса Хомайундохт (1917—2011), дочь принцессы Ханум Ханумха Моэцци.
- Принц Фаридун-мирза (1922 — 24 сентября 1975), сын Фатеме Ханум.

От браков детей у него было 12 внуков.